# CAPTOR-E

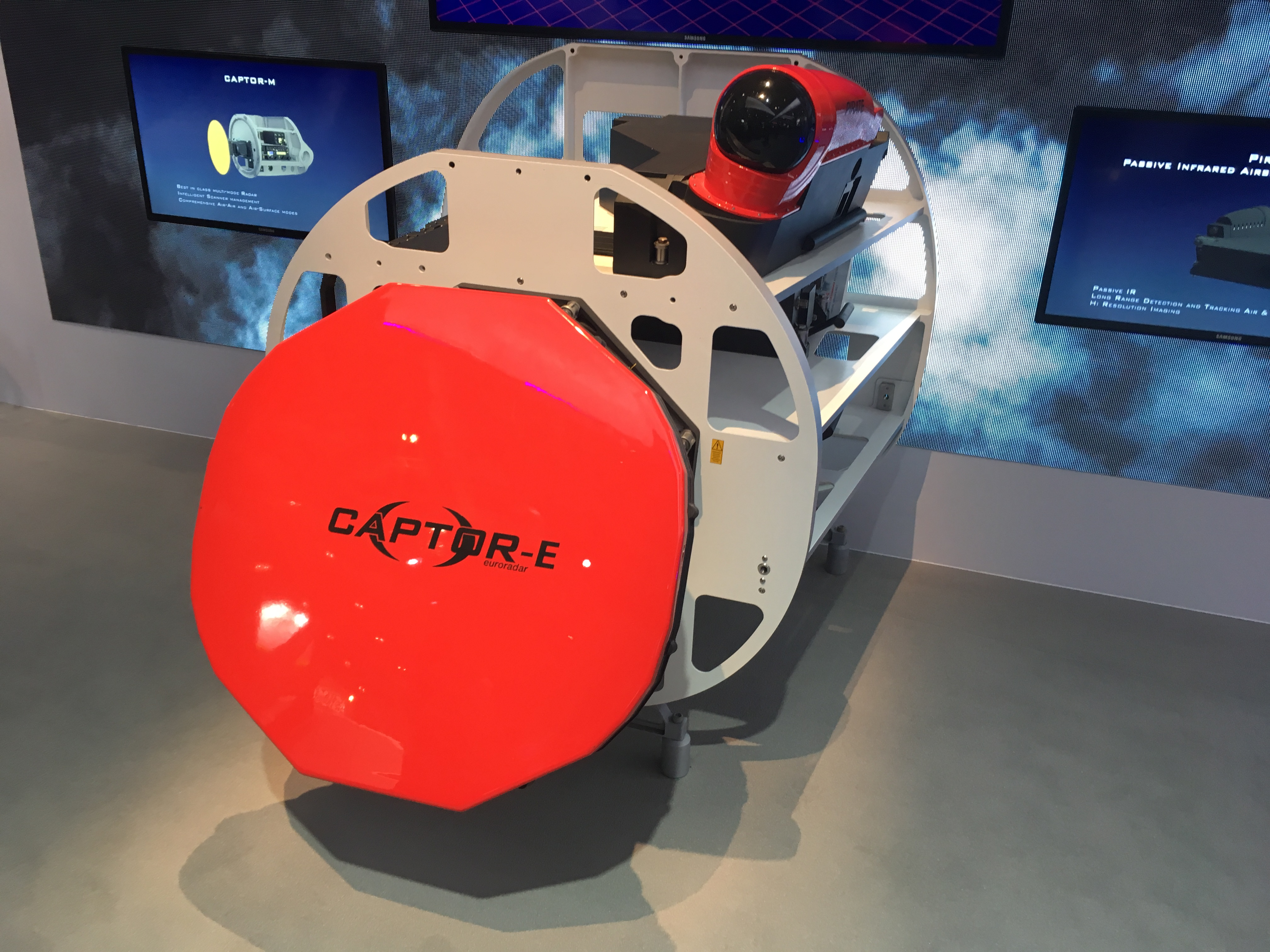
CAPTOR-E, DSEI-2019

CAPTOR-E — бортова РЛС багатоцільового винищувача Єврофайтер «Тайфун» (англ. Eurofighter Typhoon), виконана за технологією цифрової антенної решітки.
CAPTOR-E забезпечує можливість знищення повітряних цілей на всіх ракурсах, у тому числі й на фоні землі, в умовах застосування противником засобів РЕП. Має дальність виявлення цілей до 279 км.
Для захисту від завад використовується технологія адаптивного цифрового  діаграмоутворення (англ. Digital Adaptive Beamforming).
Можливість обміну пакетами даних між радарами дозволяє двом CAPTOR-E функціонувати в режимі бістатичної РЛС, при цьому пара літаків має рухатися паралельним ходом під час спільної роботи. Екзотичним додатком може бути використання супутника на орбіті в якості передавача та робота CAPTOR-E в якості пасивного радара.